# Sutta a chi tucca
Sutta a chi tucca (in italiano Sotto a chi tocca) è una canzone della resistenza scritta in dialetto genovese da Giovanni Battista Canepa, commissario politico e capo dello stato maggiore delle Brigate garibaldine Cichero. Questo canto divenne l'inno delle formazioni armate partigiane che operarono nell'entroterra ligure a partire dall'ottobre 1943.
La melodia è quella di un canto rivoluzionario sovietico del 1922 Per colline e per montagne. 
(Giovanni Battista Canepa)

## Storia
Il canto divenne l'inno delle formazioni armate partigiane che operavano nell'entroterra ligure a partire dall'ottobre 1943. Venne stampato nell'agosto del 1944 sul giornale Il Partigiano, pubblicato clandestinamente dalla divisione Cichero ed ebbe diffusione in tutta la Liguria.
Una versione molto conosciuta fu cantata negli Anni Sessanta da Mario De Micheli .